# Snow Lake Shores
Snow Lake Shores est une ville américaine située dans le comté de Benton, dans le Mississippi. Selon le recensement de 2020, sa population est de 306 habitants.